# 高伯龙
高伯龙（1928年6月29日—2017年12月6日），男，广西岑溪人，生于广西南宁，中國激光陀螺专家，中国工程院院士，国防科技大学教授。由于晚年身穿汗背心进行研究，被称为“背心院士”。

## 生平
1951年，毕业于清华大学。
1971年，国防科委副主任钱学森指导长沙工学院成立了激光教研室，研发激光陀螺。1975年，由于撤销基础课部，高伯龙被迫从物理教研室转到了承担激光研究任务的教研室，放弃多年来坚持的理论物理研究，转而从事应用物理研究。高伯龙参加激光陀螺研究工作后，很快就写出了《环形激光讲义》，成为这个项目的技术负责人。激光陀螺研制的关键在于精密加工工艺，尤其是光学膜片的镀刻。高伯龙开始钻研原理，成功发明和制造出了激光“差动型透射率反射率测量仪”。光学薄膜对研制激光陀螺的极端重要，受制于国内条件，高伯龙从理论设计开始，再将理论与实践相结合，自学编程，完成膜系设计工作，终于掌握了腔镜光学加工技术，成功制造出了激光陀螺仪能用的膜片。从物理原理到技术路线、从原理样机到实验样机，终于在1994年研制出激光陀螺工程样机，并检测可用，成为继美俄法之后，第四个能够独立研制激光陀螺仪的国家。
1988年对光纤陀螺开展相关研究，积极推进机械抖动偏频单陀螺的研制。开展激光陀螺捷联惯导系统及其应用研究。

## 奖项和荣誉
1996年，获全军首届专业技术重大贡献奖。
1997年，当选中国工程院院士。